# Cabinet Vogel I (Rhénanie-Palatinat)
Pour les articles homonymes, voir Cabinet Vogel.
Land de Rhénanie-Palatinat
Kohl III Vogel II
Le cabinet Vogel I (en allemand : Kabinett Vogel I) était le gouvernement en fonction dans le Land de Rhénanie-Palatinat (Allemagne) du 2 décembre 1976 au 18 mai 1979. Dirigé par Bernhard Vogel, il était constitué de la seule Union chrétienne-démocrate d'Allemagne (CDU).

## Composition
| Poste | Ministre     | Ministre                             | Parti |
| --- | ------------ | ------------------------------------ | ----- |
| Ministre-président |              | Bernhard Vogel                       | CDU   |
| Ministre de l'Intérieur                                                                                                  |              | Kurt Böckmann                        | CDU   |
| Ministre de la Justice                                                                                                   |              | Otto Theisen                         | CDU   |
| Ministre des Finances |              | Johann Wilhelm Gaddum                | CDU   |
| Ministre de l'Éducation                                                                                                  |              | Hanna-Renate Laurien                 | CDU   |
| Ministre de l'Agriculture, de la Viticulture et de la Protection de l'environnement Vice-Ministre-président (23/06/1977) |              | Otto Meyer                           | CDU   |
| Ministre de l'Économie et des Transports                                                                                 |              | Heinrich Holkenbrink                 | CDU   |
| Ministre des Affaires sociales, de la Santé et des Sports                                                                |              | Heiner Geißler (jusqu'au 23/06/1977) | CDU   |
| Ministre des Affaires sociales, de la Santé et des Sports                                                                | Georg Gölter |                                      | CDU   |